# دانیل اس. دیکینسن
دانیل اس. دیکینسن (به انگلیسی: Daniel S. Dickinson) سناتور سابق عضو حزب دموکرات ایالات متحده آمریکا بود. وی در سال ۱۸۴۴ تا ۱۸۵۱ میلادی سناتور ایالت نیویورک در سنای ایالات متحده آمریکا بود.